# Wildpark Ebersberg

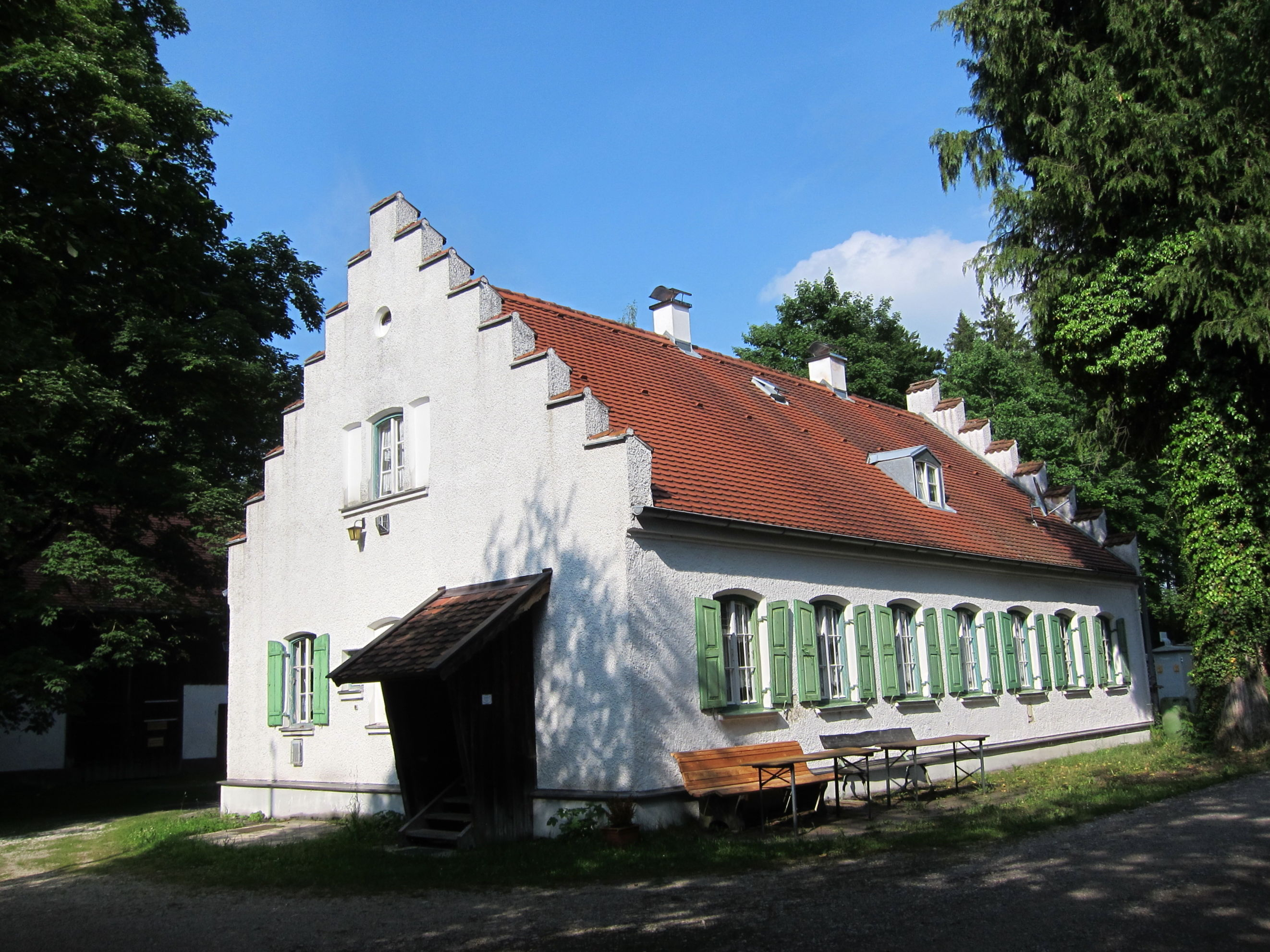
Forsthaus Diana

Der Wildpark Ebersberg liegt im Ebersberger Forst im Osten von München, zwischen den Orten Kirchseeon, Anzing, Forstinning und Ebersberg. Seine Ausdehnung (umzäuntes Gebiet) wird begrenzt durch die Staatsstraße 2080 im Norden und Osten, sowie durch das Schwaiger-Geräumt im Westen. Der Wildpark umfasst den größten Teil der gemeindefreien Gebiete Eglhartinger Forst (ohne Forstdistrikt Neukirchner Hölzl im Südwesten) und Anzinger Forst, sowie den kleinen südwestlichen Teil des gemeindefreien Gebiets Ebersberger Forst.

## Übersicht
Der Wildpark dient als Erholungsort für die Bevölkerung der umliegenden Orte sowie der nahegelegenen Großstadt München. Mit einer umzäunten Fläche von 4989 Hektar umfasst er den gesamten westlichen Bereich des Ebersberger Forstes. Die Umzäunung wurde bereits ab dem Jahr 1817 zur Abgrenzung des höfischen Jagdgebiets angelegt, 1928 erstmals verkleinert und besteht im heutigen Umfang im Westteil des Staatsforsts seit 1954. 
Mit der 2004 verabschiedeten Forstreform in Bayern wurde die Zuständigkeit für den Wildpark dem Forstbetrieb Wasserburg der Bayerischen Staatsforsten zugeteilt. Für das Wildmanagement im Wildpark sind zwei Berufsjäger angestellt. Im Jahr 2004 erhielt die Verwaltung des Wildparks den Auftrag, das Wild (Rotwild und Schwarzwild) für den Waldbesucher erlebbar zu machen. Im Rahmen eines hierfür vom Münchner Wildbiologie-Professor Wolfgang Schröder erstellten Bewirtschaftungskonzepts wurde eine Wildruhezone eingerichtet. Diese befindet sich zwischen dem Schwaberwegener Hauptgeräumt und dem Echter-Geräumt. Im Norden wird sie durch die Landstraße von Ebersberg nach Anzing und im Süden durch das Jodel-Geräumt eingegrenzt. In der Ruhezone wurden zwei Beobachtungsflächen mit Schaukanzeln eingerichtet, an welchen Wildtiere beobachtet werden können. 
Besonders das Rotwild kann an den Beobachtungsflächen an den Fütterungen angetroffen werden. Die größte Wahrscheinlichkeit für ein Treffen mit den scheuen Großsäugern ist in der Abenddämmerung, besonders in der Brunft (September/Oktober) und im Winter, wenn das Wild dort gefüttert wird. Wildschweine können im kompletten Wildpark ganztags angetroffen werden. In der Regel geht von den Tieren keine Gefahr aus, doch wurde schon von Zusammenstößen von Radfahrern mit Wildschweinen berichtet. Eine potentielle Gefahr bieten auch die Eckzähne der männlichen Wildschweine, insbesondere bei dem – im Übrigen verbotenen – Versuch, die Tiere zu füttern.

## Sehenswertes und Besonderheiten

### Forsthaus Diana
Das Forsthaus Diana (Lage) erreicht man über das Töring-Geräumt vom Waldfriedhof Kirchseeon aus.
Am Forsthaus Diana praktiziert noch einer der letzten Köhler Bayerns und verkauft dort auch seine hochwertige Grillkohle.
Auf der Rückseite des Forsthauses betreibt die Kreisgruppe Ebersberg des BJV einen Schießstand, der samstags geöffnet hat.
Im Historischen Ortsnamenbuch des Landkreises Ebersberg von 1951 ist Diana als Einöde mit 1 Einwohner erwähnt, gehörig zur Gemeinde Kirchseeon und zur Pfarrei Zorneding, erbaut 1854 als Forsthaus, benannt nach der römischen Jagdgötting Diana.

### Forsthaus Hubertus
In der ehemaligen Forstdienststelle im Ebersberger Gemeindeteil Sankt Hubertus (Ebersberg) befindet sich heute ein Gasthaus, zu dem im Sommer ein Biergarten gehört. An den Adventswochenenden werden Christbäume zum Verkauf angeboten.
Im Historischen Ortsnamenbuch des Landkreises Ebersberg von 1951 ist Sankt Hubertus als Einöde mit 1 Einwohner erwähnt, gehörig zur Gemeinde und Pfarrei Ebersberg, sowie als Forsthaus, erbaut 19. Jahrhundert, benannt nach dem Jagdpatron St. Hubertus.